# دبلیو مار باریک
دبلیو مار باریک یک ستاره است که در صورت فلکی مار باریک قرار دارد.